# Guilhermina Amália de Brunsvique-Luneburgo
Guilhermina Amália de Brunsvique-Luneburgo (Hanôver, 21 de abril de 1673 – Viena, 10 de abril de 1744) foi a esposa de José I e Imperatriz Consorte do Sacro Império Romano-Germânico de 1705 até 1711. Era filha de João Frederico, Duque de Brunsvique-Luneburgo e sua esposa Benedita Henriqueta do Palatinado-Simmern.

## Casamento e filhos
Em 1699, casou com José I do Sacro Império Romano-Germânico, em Viena. Eles tiveram três filhos e seu único filho morreu de hidrocefalia antes de seu primeiro aniversário:
1. Maria Josefa (1699 - 1757 ). Rainha da Polônia, Eleitora da Saxônia porque em 1719 casou-se com Frederico Augusto II Eleitor da Saxônia e Rei da Polônia.
2. Leopoldo José (1700 -1701)
3. Maria Amália de Áustria (1701 - 1756) Eleitora da Baviera porque casou em 1722 com Carlos Alberto I de Wittelsbach, eleitor e duque da Baviera desde 1726, imperador Carlos VII, da dinastia de Wittelsbach,  nascido em Bruxelas em 6 de agosto de 1697 e morto em 20 de janeiro de 1745 em Munique, o qual sucedeu a seu pai em 22 de fevereiro de 1726 e foi Rei da Boêmia em 1741.